# Bắc Ninh Hòa
Bắc Ninh Hòa là một xã thuộc tỉnh Khánh Hòa, Việt Nam.

## Lịch sử
Ngày 16 tháng 6 năm 2025, Ủy ban Thường vụ Quốc hội ban hành Nghị quyết số 1667/NQ-UBTVQH15 về việc sắp xếp các đơn vị hành chính cấp xã của tỉnh Khánh Hòa năm 2025 (có hiệu lực từ ngày 16 tháng 6 năm 2025). Trong đó, hợp nhất các xã Ninh An, Ninh Sơn và Ninh Thọ thành xã Bắc Ninh Hòa.

## Địa lý
Xã Bắc Ninh Hòa có ranh giới với các xã, phường:
- Phía Bắc giáp với xã Vạn Hưng.
- Phía Nam giáp với phường Ninh Hòa và xã Hòa Trí.
- Phía Đông giáp với phường Đông Ninh Hòa.
- Phía Tây giáp với tỉnh Đắk Lắk.

Xã có diện tích là 236,98 km², dân số năm 2025 là 32.329 người, mật độ dân số đạt 136 người/km².